# قره-بولونگ (شهرستان ات‌باشی)
قره-بولونگ (به لاتین: Kara-Bulung) یک منطقهٔ مسکونی در قرقیزستان است که در منطقه نارین واقع شده‌است. قره-بولونگ ۱٬۹۱۷ نفر جمعیت دارد و ۲٬۱۶۰ متر بالاتر از سطح دریا واقع شده‌است.